# Bicerin
Le bicerin est une boisson piémontaise originaire de Turin, Italie, préparée à partir d'expresso, de chocolat chaud et de lait ou de crème servis dans un verre. 

## Description
Le mot bicerin  signifie  petit verre. Cette boisson est connue depuis le XVIIIe siècle et était très appréciée par Alexandre Dumas en 1852. Il semble que cette boisson soit issue d'une boisson du XVIIIe siècle, la bavareisa.
En 2001, le café bicerin est reconnu comme produit piémontais traditionnel dans le bulletin officiel de la région du Piémont.
Le bicerin est aussi associé au gianduiotto et à une liqueur (liqueur de gianduiotto)